# 阿方斯·比拉姆·德康多爾
阿方斯·比拉姆·德康多爾（Alphonse Pyramus de Candolle，1806年10月28日—1893年4月4日）为法国-瑞士植物学家。